# Haiat Farac
Haiat Farac, née le 18 février 1987, est une lutteuse égyptienne.

## Carrière
Haiat Farac remporte le titre des moins de 63 kg aux championnats d'Afrique 2008 à Tunis.
Elle dispute les Jeux olympiques d'été de 2008 à Pékin, terminant 13e de la catégorie des moins de 63 kg et devient la première lutteuse égyptienne à participer à un tournoi olympique de lutte féminine.
Elle conserve son titre aux championnats d'Afrique 2009 à Casablanca. La lutteuse égyptienne obtient une médaille d'argent aux Jeux méditerranéens de 2013 à Mersin en moins de 59 kg.
Elle est vice-championne d'Afrique des moins de 63 kg en 2015 à Alexandrie.